# Combat dels Horacis i Curiacis
La llegenda del Combat dels Horacis i Curiacis fa part dels mites fundacionals de l'antiga Roma tal com Titus Livi els conta a la seva obra Ab Urbe Condita.

## Argument segons Titus Livi
Sota el regne de Tul·li Hostili (673-642 aC), el tercer rei de Roma, els romans estaven en guerra contra la ciutat d'Alba Longa (en l'actualitat prop de Castel Gandolfo). Per tal de posar fi a la guerra sanguinària i d'estalviar més danys humans, ambdós camps van decidir delegar sengles trigèmins, els seus millors combatants: els Horacis del costat romà i els Curiacis del costat albà. Durant un primer atac els tres albans van ser ferits, i dos Horacis van morir. En pensar que la victòria era propera, els espectadors albans van començar jubilar. En veure's encerclat per tres enemics ferits però preponderants Publi Horaci, el tercer i indemne no va afrontar el combat directe. Va simular una fuga i corrent va distanciar els tres curiacis els uns dels altres, cosa que li va permetre de combatre'ls un per un i obtenir la victòria de Roma. En occir el tercer va dir «Duos fratrum manibus dedi; tertium causae belli huiusce, ut Romanus Albano imperet, dabo.» (He donat dos germans als Manes, el tercer el donaré a la causa d'aquesta guerra, perquè els romans governin sobre els albans). Segons la tradició, espolià els enemics batuts i se n'endugué les cuirasses com a trofeu.
Durant el seu triomf a Roma la seva germana Horàcia va esclatar en plors en reconèixer la cuirrassa del seu promès mort en el combat, que ella mateixa havia fabricat. Pres per la ràbia, Publi va matar la seva germana dient: «Abi hinc cum immaturo amore ad sponsum, oblita fratrum mortuorum vivique, oblita patriae.» (Va t'en d'aquí cap al teu espòs amb el teu amor immatur, has oblidat ambdós germans morts i el viu, has oblidat la pàtria.) Per aquest crim fou jutjat pels duumvirs i condemnat, però quan el pare va condemnar la filla, Horaci fou absolt, si bé va haver de passar sota el jou.

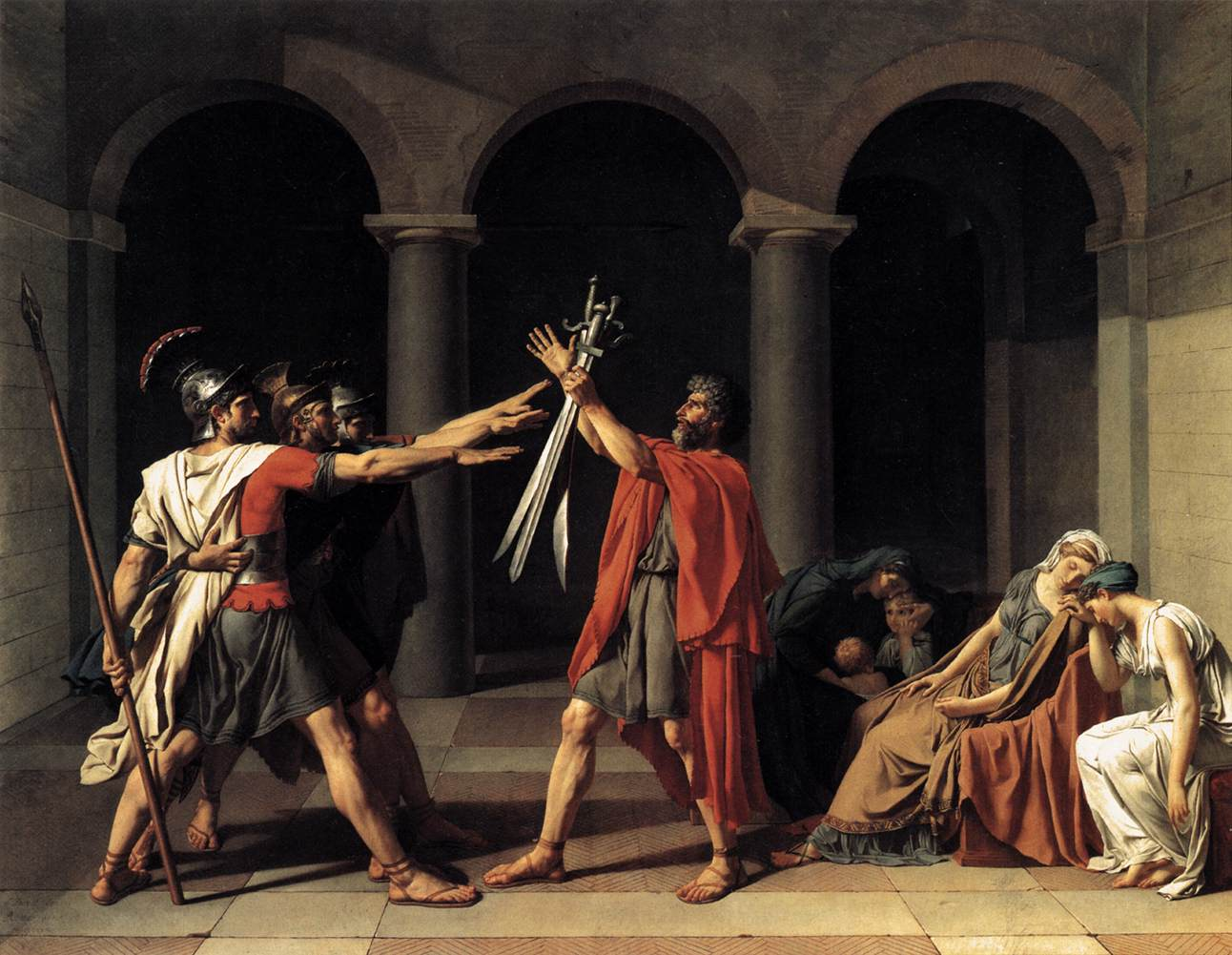
El jurament dels Horacis

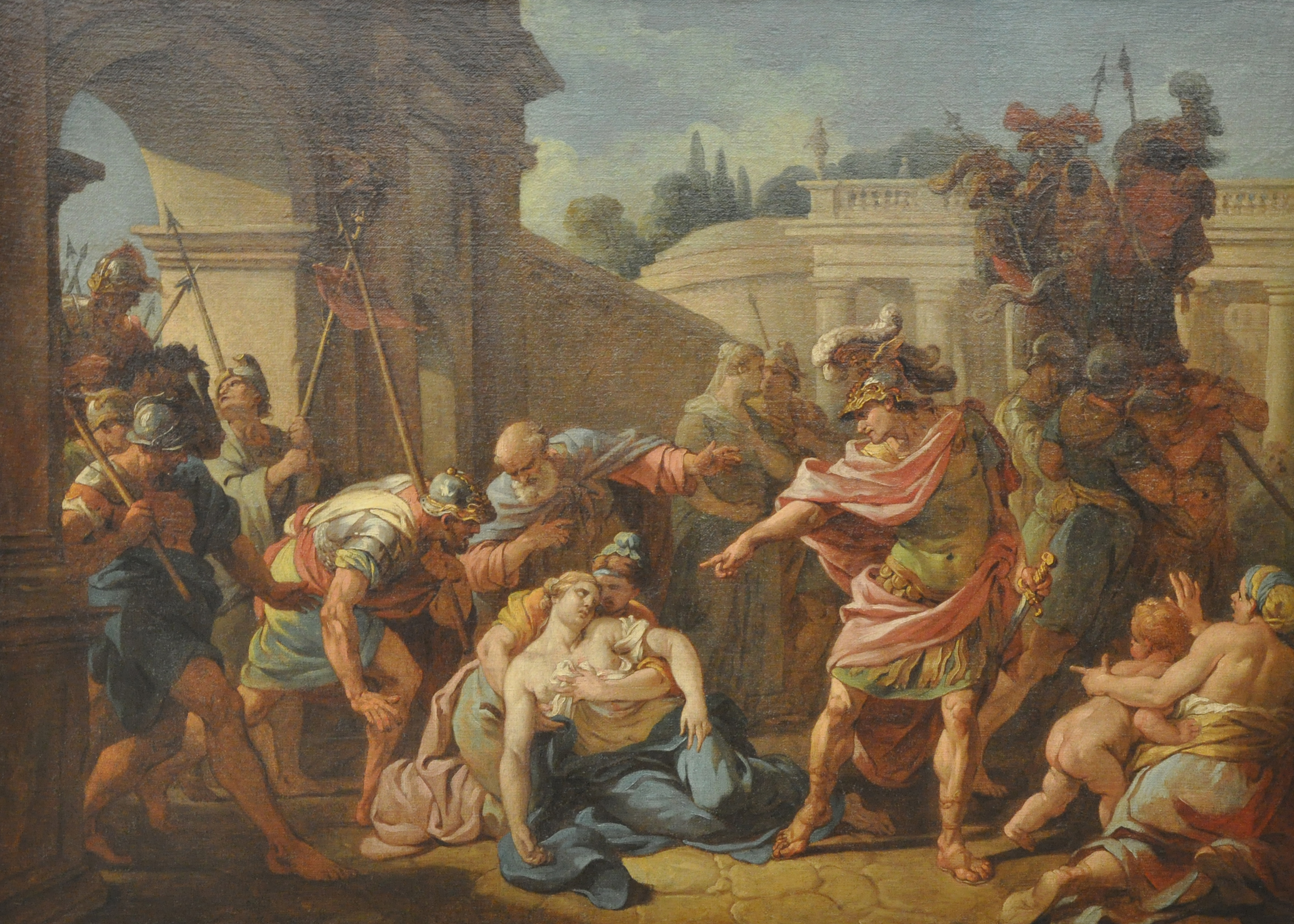
Horaci després de matar sa germana

## La llegenda a les arts
La llegenda va inspirar moltes obres d'arts plàstiques o dramàtiques. Segons l'època, la llegenda serveix d'exemple de patriotisme com deu mana, o d'una persona que tria la seva pàtria abans la seva família, com un dilema moral entre l'assassí o heroi, com un exemple de tàctica reeixida en una situació on tot semblava perdut.
- El honrado hermano, tragicomèdia de Lope de Vega, publicada el 1623
- Horace, tragèdia de Pierre Corneille (1640), utilitzada per Antonio Salieri per la seva òpera Les Horaces (1786).
- Les Horaces et les Curiaces, ballet de Jean-Georges Noverre (1774)
- El jurament dels Horacis, pintura de Jacques-Louis David (1785)[7]
- Horaci després de matar la seva germana, pintura de Louis Jean François Lagrenée
- Gli Orazi e i Curiazi, òpera en 3 actes de Domenico Cimarosa, amb lletra d'Antonio Simone Sografi (1797)
- Orazi e Curiazi, òpera en 3 actes de Saverio Mercadante, amb lletra de Salvatore Cammarano (1846)
- Horace victorieux, (1921) obra simfònica d'Arthur Honegger.
- Die Horatier und die Kuriatier, obra de teatre de Bertolt Brecht (1934), adaptat al català amb el títol Horacis i Curiacis per l'Institut del Teatre de Barcelona el 2008 sota la direcció de Montse Bonet[8]
- L'espasa del vencedor (Orazi e Curiazi), pel·lícula de Ferdinando Baldi i Terence Young (1961)
- Horace 62, pel·lícula de André Versini amb Charles Aznavour i Raymond Pellegrin (1962)
- Der Horatier, drama moral sobre el dil·lema si fos eroi o assassí, de Heiner Müller (1968)